# Coco Solo
Coco Solo is een plaats (lugar poblado) in de gemeente (distrito) Portobelo (provincie Colón) in de Panamakanaalzone. In 2010 was het inwoneraantal 275.
Vanaf de stichting in 1918 tot de overdracht van de Kanaalzone aan Panama in 1999, was Coco Solo een Amerikaanse marinebasis. Tegenwoordig is er een containerhaven; Manzanillo International Terminal is de grootste containerterminal van Latijns-Amerika.

## Geboren
- John McCain (1936-2018), Amerikaans senator